# Sinophorus variabilis
Sinophorus variabilis är en stekelart som beskrevs av Sanborne 1984. Sinophorus variabilis ingår i släktet Sinophorus och familjen brokparasitsteklar. Inga underarter finns listade i Catalogue of Life.